# Sienno Dolne
Sienno Dolne [pronunciación en polaco: /ˈɕɛnnɔ ˈdɔlnɛ/] (en alemán: Schöneu) es un pueblo ubicado en el distrito administrativo de Gmina Radowo Małe, dentro del Distrito de Łobez, Voivodato de Pomerania Occidental, en el norte de Polonia occidental. Se encuentra aproximadamente a 9 kilómetros al oeste de Radowo Małe, a 20 kilómetros al oeste de Łobez, y a 56 kilómetros al noreste de la capital regional Szczecin.
Antes de 1945, el área fue parte de Alemania. Para la historia de la región, véase Historia de Pomerania.